# Ндур, Асту
Асту Барро Ндур Гуйе (исп. Astou Barro Ndour Gueye; родилась 22 августа 1994 года, Дакар, Сенегал) — сенегальско-испанская профессиональная баскетболистка, выступает за клуб женской национальной баскетбольной ассоциации «Коннектикут Сан». Была выбрана на драфте ВНБА 2014 года во втором раунде под общим шестнадцатым номером командой «Сан-Антонио Старз». Играет на позиции центровой.
В составе национальной сборной Испании она завоевала серебряные медали Олимпийских игр 2016 года в Рио-де-Жанейро и принимала участие в Олимпийских играх 2020 года в Токио, также стала бронзовым призёром домашнего чемпионата мира 2018 года. Плюс стала бронзовым призёром чемпионата Европы 2015 года в Венгрии и Румынии и выиграла чемпионат Европы 2019 года в Сербии и Латвии, а также принимала участие на чемпионате Европы 2021 года в Испании и Франции.

## Ранние годы
Асту Ндур родилась 22 августа 1994 года в городе Дакар, столице Сенегала, в баскетбольной семье, училась там же в одной из местных школ, где уже тогда выделялась среди своих сверстниц. В возрасте четырнадцати лет переехала в город Лас-Пальмас, одну из двух столиц Канарских островов, там её удочерил бывший тренер Доминго Диас с женой. В 2009 году Ндур присоединилась к молодёжной команде «Гран-Канария», в составе которой выступала в юношеском чемпионате Испании, а в 2011 году стала натурализованной испанкой, получив гражданство этой страны.